# Nož
Nož je ručni alat s oštricom koja služi za rezanje. Nož se obično sastoji od oštrice pričvršćene o dršku. Oštrica noža je najčešće zašiljena, a nož može imati i dvije oštrice. Noževi su se koristili kao alat i oružje od kamenog doba, odnosno prvih početaka čovječanstva. Stručnjaci smatraju da je nož jedno od prvih oruđa koje je čovjek razvio kako bi mogao preživjeti u prirodi.
Prvi noževi su bili od kremena ili neke druge vrste kamena, ponekad s drškom. Kasnije su se s napretkom metalurgije razvile oštrice od bakra,bronce, željeza i čelika. Dok su se materijali mijenjali, oblik noža ostao je uglavnom isti.
Zajedno s vilicom i žlicom, nož je u zapadnom svijetu od srednjeg vijeka dio standardnog pribora za jelo. Danas se noževi za jelo uglavnom ne oštre, a za pripremanje jela se koriste posebni kuhinjski noževi. Postoje i posebni džepni noževi za višestruke svrhe. Nož kao oružje je s vremenom izgubio na važnosti, ali je ostao univerzalan alat.

## Vrste
- Višenamjenski noževi se danas najčešće nalaze na pješadijskom naoružanju, a ujedno zamjenjuju i bajunete. Tako su konstruirani da mogu sjeći žicu i rezati drvo.

- Noževi za preživljavanje su specijalizirani noževi sa šupljom drškom u koju je smješten osnovni pribor za preživljavanje (sredstva za ribolov, kompas, šibice, razne špage i tablete za pročišćavanje vode). To su poznati Rambo noževi. Imaju specifičan i vrlo važan nedostatak, a to je da se ne mogu bacati zbog težine i tromosti materijala od kojega su napravljeni. Neki primjerci su potpuno neprikladni za upotrebu zbog veličine, pa se zbog toga ovakve vrste noža ne koriste. Sve veću upotrebnu zamjenu i umjesto njega imaju maleni švicarski nožići s kojima se mogu zadovoljiti osnovne životne funkcije.

- Noževi za bacanje (šurikeni) su posebno konstruirani i od posebnih materijala izrađeni da mogu podnijeti razne vibracije koje se javljaju tijekom bacanja.